# Faenza Calcio
Faenza Calcio là một câu lạc bộ bóng đá chuyên nghiệp của Ý có trụ sở tại Faenza, Italy. Đội bóng là một thành viên của Eccellenza.

## Đội hình hiện tại
Đội hình mùa giải 2016/17
Ghi chú: Quốc kỳ chỉ đội tuyển quốc gia được xác định rõ trong điều lệ tư cách FIFA. Các cầu thủ có thể giữ hơn một quốc tịch ngoài FIFA.
| Số | VT | Quốc gia | Cầu thủ              |
| -- | -- | -------- | -------------------- |
| —  | TM | Ý        | Alessandro Lega      |
| —  | TM | Ý        | Federico Bentivoglio |
| —  | TM | Ý        | Simone Lusa          |
| —  | TM | Ý        | Edoardo Tassinari    |
| —  | HV | Ý        | Matteo Piraccini     |
| —  | HV | Ý        | Filippo Pezzi        |
| —  | HV | Ý        | Denis Melandri       |
| —  | HV | Ý        | Francesco Lanzoni    |
| —  | HV | Ý        | Nicola Giorgi        |
| —  | HV | Ý        | Marco Gavelli        |
| —  | HV | Ý        | Diego Franceschini   |
| —  | HV | Ý        | Manuel Calamini      |

| Số | VT | Quốc gia | Cầu thủ              |
| -- | -- | -------- | -------------------- |
| —  | TV | Ý        | Filippo Bentini      |
| —  | TV | Ý        | Federico Amerighi    |
| —  | TV | Ý        | Victor Teleman       |
| —  | TV | Ý        | Stefano Savioni      |
| —  | TV | Ý        | Daniele Mordini      |
| —  | TV | Ý        | Lorenzo Franceschini |
| —  | TV | Ý        | Simone Errani        |
| —  | TV | Ý        | Nicolò Dalmonte      |
| —  | TĐ | Ý        | Matteo Negrini       |
| —  | TĐ | Ý        | Alberto Poggiolini   |
| —  | TĐ | Ý        | Marco Fontana        |
| —  | TĐ | Ý        | Mattia Nicolini      |